# Championnat d'Écosse des rallyes
Le Championnat d'Écosse des rallyes, ou RSAC Scottish Rally Championship, est annuellement organisé depuis 1968.

## Palmarès
| Année | Champion                                        | Copilote                                        | Voiture                                                                    |
| ----- | ----------------------------------------------- | ----------------------------------------------- | -------------------------------------------------------------------------- |
| 2014  | Euan Thorburn                                   | Paul Beaton                                     | Ford Focus RS WRC                                                          |
| 2013  | David Bogie                                     | Kevin Rae                                       | Ford Focus RS WRC                                                          |
| 2012  | David Bogie                                     | Kevin Rae                                       | Mitsubishi Lancer Evo IX, MG Metro 6R4                                     |
| 2011  | David Bogie                                     | Kevin Rae                                       | Mitsubishi Lancer Evo IX, MG Metro 6R4                                     |
| 2010  | David Bogie                                     | Kevin Rae                                       | Mitsubishi Lancer Evo IX, Ford Focus RS WRC                                |
| 2009  | David Bogie                                     | Kevin Rae                                       | Mitsubishi Lancer Evo IX, Toyota Corolla WRC                               |
| 2008  | Jimmy Girvan                                    | Kirsty Riddick                                  | Subaru Impreza                                                             |
| 2007  | Gary Adam                                       | Gordon Adam                                     | Subaru Impreza                                                             |
| 2006  | Dave Weston                                     | Steven Clark                                    | Ford Focus RS WRC                                                          |
| 2005  | Barry Johnson                                   | Stewart Merry                                   | Subaru Impreza WRC                                                         |
| 2004  | Raymond Munro                                   | Stewart Merry                                   | Subaru Impreza WRC                                                         |
| 2003  | Raymond Munro                                   | Neil Ewing                                      | Subaru Impreza WRC                                                         |
| 2002  | Barry Johnson                                   | Gordon Adam                                     | Subaru Impreza                                                             |
| 2001  | annulée en raison de flambée de fièvre aphteuse | annulée en raison de flambée de fièvre aphteuse | annulée en raison de flambée de fièvre aphteuse                            |
| 2000  | Andrew Wood                                     | Ann Parker                                      | Audi 90                                                                    |
| 1999  | Jon Burn                                        | Stan Quirk                                      | MG Metro 6R4                                                               |
| 1998  | Jimmy Paterson                                  | Fred Bell                                       | Subaru Impreza                                                             |
| 1997  | Brian Lyall                                     | John Bennie                                     | Subaru Impreza                                                             |
| 1996  | Jimmy Christie                                  | Murdo Campbell                                  | MG Metro 6R4                                                               |
| 1995  | David Gillanders                                | Martin Forrest                                  | Ford Escort RS Cosworth                                                    |
| 1994  | Michael Horne                                   | Monty Pearson                                   | Ford Sierra RS Cosworth                                                    |
| 1993  | Murray Grierson                                 | Stewart Merry                                   | MG Metro 6R4                                                               |
| 1992  | Raymond Munro                                   | Neil Ewing                                      | Ford Sierra RS Cosworth                                                    |
| 1991  | Donald Milne                                    | Bob Wilson                                      | Nissan Engined Metro 6R4                                                   |
| 1990  | Jimmy Girvan                                    | Campbell Roy                                    | Toyota Celica GT-Four ST165                                                |
| 1989  | Andrew Wood                                     | Campbell Roy                                    | Vauxhall Astra                                                             |
| 1988  | Colin McRae                                     | Derek Ringer                                    | Vauxhall Nova, Nissan 240RS (en), Peugeot 205 RWD, Ford Sierra RS Cosworth |
| 1987  | Murray Grierson                                 | Roger Anderson                                  | Opel Kadett 400                                                            |
| 1986  | Ken Wood                                        | Peter Brown                                     | MG Metro 6R4                                                               |
| 1985  | George Marshall                                 | Roger Anderson                                  | Nissan 240RS (en)                                                          |
| 1984  | Ken Wood                                        | Peter Brown                                     | Rover Vitesse SD1                                                          |
| 1983  | Jimmy Fleming                                   | Rodger MacFarland                               | Toyota Starlet                                                             |
| 1982  | Ken Wood                                        | Peter Brown                                     | Triumph TR7 V8                                                             |
| 1981  | Donald Heggie                                   | Ian Mungall                                     | Ford Escort RS1800                                                         |
| 1980  | Drew Gallacher                                  | John Eyres                                      | Vauxhall Chevette                                                          |
| 1979  | Drew Gallacher                                  | David McHarg                                    | Ford Escort                                                                |
| 1978  | Drew Gallacher                                  | David McHarg                                    | Ford Escort                                                                |
| 1977  | Charles Samson                                  | Alec Samson                                     | Ford Escort                                                                |
| 1976  | Andrew Cowan                                    |                                                 | Mitsubishi Colt Lancer                                                     |
| 1975  | Charles Samson                                  | Alec Samson                                     | Ford Escort                                                                |
| 1974  | Arthur Jasper                                   | Bill Crabb                                      | Ford Escort                                                                |
| 1973  | Drew Gallacher                                  | Ian Muir                                        | Ford Escort RS1600                                                         |
| 1972  | James Rae                                       | Michael Malcolm                                 | Ford Escort RS1600                                                         |
| 1971  | Bob Watson                                      | Hugh McNeil                                     | Ford Escort Twin Cam                                                       |
| 1970  | James Rae                                       | Michael Malcolm                                 | Ford Escort 1300 GT                                                        |
| 1969  | Donald Heggie                                   | George Deans                                    | Ford Escort Twin Cam                                                       |
| 1968  | Mike Hibbert                                    |                                                 | Ford Escort                                                                |